# Опромінення харчових продуктів

Логотип Радура, який використовують як попередження про те, що харчові продукти зазнали впливу іонізуючого опромінювання

Опромі́нення харчови́х проду́ктів — процес, при якому продукти зазнають впливу іонізуючого опромінювання з метою знищення мікроорганізмів, бактерій, вірусів або комах, які можуть бути присутніми в їжі.
Опромінення також застосовують для сповільнення проростання, затримку дозрівання, збільшення кількості одержуваного соку і поліпшення процесу регідратації. Опромінені продукти не стають радіоактивними, але в деяких випадках можуть відбуватися незначні хімічні зміни.

## Дозволи на опромінення харчових продуктів
Використовуючи випромінювання у відносно низьких дозах, можна стерилізувати (тобто зробити нездатними до розмноження) комах-шкідників. Внаслідок цього Міністерство сільського господарства США схвалило використання низькорівневого випромінювання як альтернативного засобу для боротьби зі шкідниками фруктів і овочів, в яких можуть заводитися різні комахи-шкідники (дрозофіли, довгоносики та ін.). Крім цього Управління по контролю якості продуктів і ліків США (FDA) дало дозвіл і на обробку котлет для гамбургерів, щоб усунути залишковий ризик забруднення небезпечною кишковою паличкою. Продовольча і сільськогосподарська організація ООН дозволила державам-членам включити технологію опромінення в національні фітосанітарні програми. Генеральна асамблея Міжнародного агентства з атомної енергії (МАГАТЕ) сприяла ширшому використанню технології опромінення.